# Ангольский эскудо

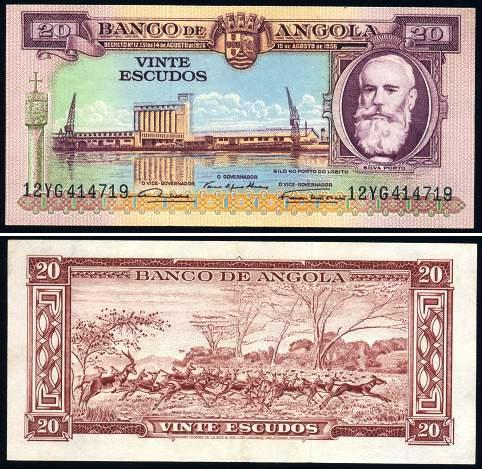
20 эскудо образца 1956 года

 Ангольский эскудо  (порт. escudo angolano) — португальский заморский эскудо, денежная единица Анголы с 1914 по 1928 год, а также с 1958 по 1977 год. Делился на 100 сентаво.

## История
Введение эскудо в колониях Португалии состоялось в 1914 году. Эскудо заменил ангольский реал по курсу 1000 реалов = 1 эскудо. В 1928 году была введена новая валюта анголар. Валютный курс банкнот — 1,25 эскудо = 1 анголар, в то время как разменные сентаво продолжали использоваться по номиналу 1 сентаво = 1/100 анголара. Сентаво подорожал в 1,25 раза. Анголар имел эквивалентный паритет покупательной способности с португальским эскудо, так же как и ангольский эскудо до 1928 года. Таким образом, денежная реформа представляла собой девальвацию банкнот эскудо.
В 1953 году Португалия начала унифицировать валюты своих колоний. Этот процесс был завершён в Анголе в конце 1958 года с повторным введением в оборот эскудо. Эскудо был заменён в 1977 году ангольской кванзой в соотношении 1:1.

## Монеты
В 1921 году были введены в оборот бронзовые монеты номиналом 1, 2 и 5 сентаво, а также медно-никелевые монеты достоинством 10 и 20 сентаво. В следующем году была введена никелевая монета 50 сентаво. В 1927 году были выпущены медно-никелевые монеты номиналом 1, 2 и 4 эскудо, а также 50 сентаво. Новые бронзовые монеты номиналом 10 и 20 сентаво выпустили в 1948 году.
В 1952 году выпустили первые монеты эскудо, хотя эскудо официально не заменяло анголар до конца 1958 года. Серебряные монеты номиналом 10 и 20 эскудо были отчеканены, после бронзовых монет номиналом 50 сентаво и 1 эскудо, а также медно-никелевых монет номиналом 2 ½ эскудо в 1953 году. Медно-никелевая монета заменила серебряную монету номиналом 10 эскудо в 1969 году, а никелевая монета — серебряную номиналом 20 эскудо в 1971 году. Медно-никелевая монета номиналом 5 эскудо была выпущена в 1972 году.

## Банкноты
В 1914 году португальский Национальный заморский банк выпустил в обращение банкноты достоинством 5, 10 и 50 сентаво. 50 эскудо появились в 1920 году. В 1921 году появились банкноты достоинством 1, 2 ½, 5, 10, 20 и 100 эскудо.
В 1956 году уже Банк Анголы ввёл банкноты достоинством 20, 50, 100, 500 и 1000 эскудо. Эти пять номиналов находились в обращении до введения кванзы в 1975 году.